# Водомірка болотяна
Водомірка болотяна (Aquarius paludum) — вид водяних клопів родини водомірок (Gerridae).

## Географічне поширення
Вид досить поширений в Європі та Північній Азії на схід до Кореї та острова Тайвань. Мешкає у стоячих та повільних водоймах.

## Зовнішній вигляд
Довжина тіла самців коливається від 12,8 до 14,2 мм, а самиць — від 14,4 до 16,4 мм. Сіро-чорне тіло з жовтими основою ніг (subcoxae) і бічним відгином черевця (connexivum). З боків передньоспинки (pronotum ) проходить вузька світла смужка, яка починається від перетяжки. Шиписті бічні кінчики VII сегмента черевця виходять за його край.

## Спосіб життя
Мешкає на поверхні стоячих і повільних проточних водойм, особливо великих, часто далеко від берега. Імаго трапляються в квітні і зникають у травні, після чого з серпня з'являється нове покоління.